# Pete Nance
Pete Lucas Nance, né le 19 février 2000 à Akron dans l'Ohio, est un joueur américain de basket-ball évoluant au poste d'ailier fort.

## Biographie

### Carrière professionnelle

#### Cavaliers de Cleveland (janvier-avril 2024)
Le 17 janvier 2024, il signe un contrat de 10 jours avec les Cavaliers de Cleveland. En février 2024, il signe un contrat two-way avec les Cavaliers de Cleveland.

## Statistiques

### Universitaires
| Saison    | Équipe         | Matchs | Titul. | Min./m | % Tir | % 3pts | % LF | Rbds/m. | Pass/m. | Int/m. | Ctr/m. | Pts/m. |
| --------- | -------------- | ------ | ------ | ------ | ----- | ------ | ---- | ------- | ------- | ------ | ------ | ------ |
| 2018-2019 | Northwestern   | 23     | 1      | 13.9   | .347  | .263   | .417 | 1.7     | .8      | .3     | .3     | 2.9    |
| 2019-2020 | Northwestern   | 30     | 20     | 26.2   | .400  | .297   | .686 | 6.0     | 1.6     | .3     | 1.0    | 8.5    |
| 2020-2021 | Northwestern   | 24     | 23     | 27.7   | .495  | .364   | .784 | 6.8     | 1.8     | .6     | .7     | 11.1   |
| 2021-2022 | Northwestern   | 30     | 30     | 27.2   | .497  | .452   | .768 | 6.5     | 2.7     | .3     | 1.1    | 14.6   |
| 2022-2023 | North Carolina | 30     | 30     | 30.2   | .422  | .320   | .816 | 6.0     | 1.7     | .3     | 1.1    | 10.0   |
| Carrière  | Carrière       | 137    | 104    | 25.3   | .449  | .347   | .759 | 5.5     | 1.7     | .4     | .9     | 9.7    |

## Vie privée
Il est le fils de Larry Nance et le petit frère de Larry Nance Jr..